# Spilogona monacantha
Spilogona monacantha är en tvåvingeart som först beskrevs av Collin 1930.  Spilogona monacantha ingår i släktet Spilogona och familjen husflugor. Inga underarter finns listade i Catalogue of Life.